# Syllis brasiliensis
Syllis brasiliensis är en ringmaskart som beskrevs av McIntosh 1885. Syllis brasiliensis ingår i släktet Syllis och familjen Syllidae. Inga underarter finns listade i Catalogue of Life.